# Odd Bang-Hansen
Odd Bang-Hansen (* 9. April 1908 in Oslo; † 4. März 1984) war ein norwegischer Schriftsteller, Journalist, Drehbuchautor und Übersetzer.

## Leben
Odd Bang-Hansen wuchs in einem evangelischen Pfarrhaus auf.
Der Sohn eines Pfarrers studierte von 1926 bis 1934 Philologie. Ab 1936 arbeitete er als Lehrer. Von 1944 bis 1945 war er Verbindungsoffizier in England. Sein erstes Buch war zwar bereits 1938 erschienen, den Großteil seiner Romane schrieb er aber nach dem Krieg. 1946 erschien der Roman Ringen rundt brønnen, in dem er sich mit dem Faschismus auseinandersetzt. Außerdem war Bang-Hansen Übersetzer und Autor von Kinderbüchern. Unter anderem übersetzte er Astrid Lindgrens Mio, mein Mio ins Norwegische. Selber schrieb er die Reihe Mette og Tom, die mit mehreren Preisen ausgezeichnet wurde.
1965 wurde er Vorsitzender des norwegischen Schriftstellerverbands. Diesen Posten behielt er bis 1971.
Zwei Filme mit Bang-Hansens Mitwirkung wurden auch in Deutschland gezeigt: Schrift im Schnee 1966 im Westen Deutschlands, Fridtjof Nansen 1971 im DDR-Fernsehen. An ersterem Film wirkten auch seine Söhne Kjetil und Pål mit.

## Werke
- Fager er studentens drøm (1938)
- Ringen rundt brønnen (1946)
- I denne natt (1947)
- Mette og Tom i fjellet (1948)
- Mette og Tom og bokstavene (1949)
- Møllen og lyset (1949)
- Mette og Tom i hulen (1951) – wurde 1951 auch verfilmt
- Trapp med ni trinn (1952)
- Fly hvite due (1953)
- Trost i taklampa (1955) – Drehbuch, mit Erik Borge, nach einem Roman von Alf Prøysen
- Spillemann på flukt (1957)
- Chat Noir og norsk revy (1961)
- Ved Lady Days død (1964)
- Skrift i sne (1966) – Drehbuch, deutsch Schrift im Schnee
- Bare et liv – historien om Fridtjof Nansen (1968) – Drehbuch, zusammen mit Yuli Dunsky, Sigurd Evensmo und Valeri Frid

## Auszeichnungen
- Kultur- og kirkedepartementets litteraturpris for barne- og ungdomslitteratur (1949) für Mette og Tom og bokstavene
- Bastianpreis (1959) für die Übersetzung von Hans Christian Andersens Märchen